# ハイソサエティー・ファースト・ヒット・アルバム 不思議な恋の物語/ハロー・ハロー・ハロー
『ハイソサエティー・ファースト・ヒット・アルバム 不思議な恋の物語/ハロー・ハロー・ハロー』は、1971年11月21日に発売された、ハイソサエティーの2枚目のアルバムである。

## 概要
1973年に「スーパーエイジス」と「アニメーション」の2つのバンドに枝分かれしていった為、最後のアルバムとなった。
2022年3月時点、未CD 化。

## 収録曲
- SIDE A

1. ぼくらに微笑を
日本語詞:北山修/作曲:J・バンコウ/編曲:三保敬太郎
  - 原曲：シカゴ
2. クエスチョンズ67／68
作詞:片桐和子/作曲:R・ラム/編曲:三保敬太郎
  - 原曲：シカゴ
3. 長い夜
作詞:有馬三恵子/作曲:R・ラム/編曲:三保敬太郎
  - 原曲：シカゴ
4. ホエン・ザ・ミュージックス・オーバー
作詞・作曲:ドアーズ/編曲:高橋洋一
  - 原曲：シカゴ
5. 涙の乗車券 -高橋洋一
作詞・作曲:レノン・マッカートニー/編曲:高橋洋一
  - 原曲：ビートルズ
6. I REMEMBER
作詞・作曲:J・ワーカー/編曲:高橋洋一
  - 原曲：ジャニーズ

- SIDE B

1. ハロー・ハロー
作詞:J・カーター/作曲:K・ルイス/編曲:大野雄二
  - 原曲:ストーミー・ペトレル
2. 恋のかけひき
作詞:D・ランバート/作曲:B・ポッター/編曲:大野雄二
  - 原曲:ハミルトン・ジョー・フランク・アンド・レイノルズ
3. 愛はそよ風
作詞:有馬三恵子/作曲・編曲:都倉俊一
  - 原曲 映画『007 ロシアより愛をこめて』より）
4. 太陽の沈む街へ
作詞:有馬三恵子/作曲・編曲:都倉俊一
  - 原曲はペピーノ・ガリアルディで、後にお笑い芸人・ヒロシのテーマソングとしても有名になった曲
5. 嘆きの星座
作詞:阿久悠/作曲・編曲:都倉俊一
6. 不思議な恋の物語
作詞:ジャニー喜多川/作曲・編曲:都倉俊一